# Amanita bisporigera
Amanita bisporigera (лат.) — смертельно ядовитый вид грибов рода мухомор порядка агариковых; относится к базидиомицетам. 

## Описание
Гриб белого цвета, со шляпкой от 3 до 10 сантиметров в диаметре. Ножка бледная, относительно длинная.

## Распространение
Растёт преимущественно в смешанных лесах на востоке США, также в Канаде. Английское название гриба «destroying angel» переводится как «ангел-разрушитель». После употребления человеком в пищу в абсолютном большинстве случаев возникает летальный исход. Гриб поражает печень, активный токсин — фаллоцидин. Особенно опасен также тем, что внешне грибы рода вольвариелла можно легко спутать с Amanita bisporigera.